# Wilfried Dalmat
Wilfried Dalmat (ur. 17 lipca 1982 w Tours) – francuski piłkarz występujący na pozycji prawego pomocnika. Brat innego piłkarza, Stéphane’a Dalmata.

## Statystyki ligowe
| Rozgrywki          | Poziom | Kraj      | Mecze | Gole |
| ------------------ | ------ | --------- | ----- | ---- |
| Ligue 1            | I      | Francja   | 37    | 3    |
| Ligue 2            | II     | Francja   | 46    | 2    |
| Eerste klasse A    | I      | Belgia    | 145   | 21   |
| Eerste klasse B    | II     | Belgia    | 16    | 3    |
| Süper Lig          | I      | Turcja    | 25    | 0    |
| TFF 1. Lig         | II     | Turcja    | 27    | 2    |
| Serie A            | I      | Włochy    | 7     | 1    |
| Primera División   | I      | Hiszpania | 9     | 1    |
| Superleague Ellada | I      | Grecja    | 11    | 2    |